# La convenzione/Paranoia
La convenzione/Paranoia è un singolo del cantautore italiano Franco Battiato, pubblicato in Italia nel dicembre 1972 dalla Bla Bla.

## Descrizione
Il singolo rappresenta un netto cambio di stile rispetto alle precedenti produzioni di Battiato, avvicinandolo al genere del rock progressivo che caratterizzerà il suo successivo album Pollution. Lo scenario descritto ne La convenzione ricorda la trama del romanzo La voce del padrone di Stanisław Lem.
Il 45 giri venne stampato anche come singolo promozionale con etichetta arancione, a differenza dell'edizione in commercio che aveva l'etichetta verde. Quest'uscita si differenzia anche per il contenuto. Il brano La convenzione è infatti presente in una versione leggermente differente: rispetto alla versione in commercio il finale è più breve ed è privo del cantato di Battiato che ripete la prima strofa; in compenso la parte strumentale al centro del brano, prima che Battiato canti sottovoce «Molti andarono su Giove», è più lunga di circa dieci secondi.
Il disco è stato ristampato in vinile viola dalla BMG nell'ambito dell'Amazon Vinyl Week del 2018. I due brani sono stati pubblicati su CD solamente nella raccolta La convenzione del 2002, in delle versioni con un nuovo missaggio che cambia il bilanciamento degli strumenti e reintegra alcune sezioni assenti in questa prima pubblicazione.

## Tracce
Testi di Sergio Albergoni e Franco Battiato, musiche di Franco Battiato.
1. La convenzione – 3:15
2. Paranoia – 3:40

Durata totale: 6:55